# James Oberstar
James Louis Oberstar dit Jim Oberstar, né le 10 septembre 1934 et mort le 3 mai 2014, est un homme politique américain qui a siégé à la Chambre des représentants des États-Unis de 1975 à 2011, comme membre du parti Démocrate Fermier-Ouvrier.
Il représentait le Nord-est de l'État du Minnesota, qui inclut les villes de Duluth, Brainerd, Grand Rapids et Hibbing. Il a été Président de la Commission des Transports et des Infrastructures de la Chambre des Représentants entre 2007 et 2011, commission dont il était auparavant le membre le plus ancien. Il a également co-présidé le groupe d'amitié franco-américaine du Congrès (French Caucus).
En novembre 2010, il est battu avec une différence de 4 407 votes par Chip Cravaack, un débutant en politique, membre du parti Républicain et favori du mouvement du Tea Party.

## Enfance, éducation et débuts
Oberstar est né à Chisholm, et est toujours propriétaire de la maison de sa famille à Chisholm. Son père, Louis, était un mineur de fer et le premier membre de l'Union des Ouvriers Métallurgiques de l'Iron Range dans le Minnesota.
En 1952, James Oberstar est diplômé du lycée de Chisholm, et poursuit ses études au College of St Thomas (aujourd'hui, University of St Thomas), à Saint Paul, Minnesota, où il obtient sa licence en 1956. Il obtient ensuite un master d’études européennes au Collège d'Europe, à Bruges, en Belgique en 1957, et complète ensuite ses études à l'Université Laval à Sainte-Foy, au Québec, et à l'Université de Georgetown à Washington, D.C..
Il passe quatre ans dans le personnel civil des Corps des Marines des États-Unis, en tant que professeur de langues, enseignant l'anglais au personnel militaire haïtien et le français aux officiers et sous-officiers Marines Américains.
Il a fait partie de l'équipe de John Blatnik, député de la 8e circonscription du Minnesota, pendant 12 ans, de 1963 à 1974, où il devient chef de cabinet.
Il a également été administrateur de la Commission des Travaux Publics pour la Chambre des Représentants, de 1971 à 1974.

## Chambre des Représentants
James Oberstar fut élu pour la première fois député démocrate lors du 94e Congrès et fut réélu aux 17 Congrès suivants, siégeant donc du 3 janvier 1975 au 3 janvier 2011.
Il est reconnu internationalement comme expert au niveau de l'aviation et de la sécurité aéronautique. Il a fait partie de la Commission des Transports et des Infrastructures de la Chambre des Représentants pendant l'ensemble de ses mandats à la Chambre. Son prédécesseur, Blatnik, avait présidé le Comité pendant ses deux derniers mandats au Congrès, quand la Commission portait encore le nom de « Travaux publics ». Oberstar y était chef du personnel.
Il a été membre de la Commission présidentielle sur la sécurité Aéronautique et le Terrorisme, créée en 1989 à la suite de l'attentat du vol 103 de la Pan Am.
En 1965, Oberstar aide à créer l'agence de Développement économique (EDA, Economic Development Administration, en anglais), la seule agence fédérale des États-Unis dédiée à la création et au maintien d'emplois dans les communautés en difficulté économique.
En 2005, il rédige, coparraine et appuie le SAFETEA-LU act, (Safe, Accountable, Flexible, Efficient Transportation Equity Act : Loi sur l'Égalité des Transports - Sécurité, Responsabilité, Flexibilité, Efficacité) un programme de 295 milliards $ qui permet de financer les infrastructures de transport. Celles-ci comprennent les autoroutes, les ponts, et les transports publics, comme les métros, les bus, les ferrys commerciaux, et également le programme Safe Routes to School (« chemins sécurisés vers l'école »).
Cycliste passionné, Oberstar a défendu la création de pistes cyclables et de randonnée, afin de promouvoir un mode de vie actif.  À plusieurs conférences, dont la Conférence BikeWalk (« Roulez-Marchez ») de Californie de 2007, Oberstard a prôné pour une transformation du système de transport américain, « from a hydrocarbon-based system to a carbohydrate-based system » (« pour passer d'un système basé sur les hydrocarbures à un système basé sur les glucides »).
Oberstar votait en général de façon libérale, mais était opposé à l'avortement et au contrôle des armes. Cette dernière position est plutôt commune parmi les membres du Parti Démocrate Fermier-Ouvrier du Minnesota, en dehors des Twin Cities (Minneapolis et Saint Paul), étant donné l'histoire d'État « pionnier » du Minnesota, avec ses longues traditions de chasse et de pêche.
Oberstar a été le coprésident du caucus pro-life (« pro-vie ») au Congrès, aux côtés du républicain Chris Smith du New Jersey.
En 2007, il fait partie des 16 Démocrates ayant voté contre un financement fédéral de la recherche autour des cellules-souches.
Il arrive en troisième position des membres les plus libéraux parmi la délégation du Minnesota lors du 109e congrès ; il a été évalué à 13 % conservateur par un groupe conservateur et à 86 % progressiste par un groupe libéral.